# Pteroglossus aracari
Pteroglossus aracari là một loài chim trong họ Ramphastidae.